# Ньошателско езеро
Ньошателското езеро (на френски: Lac de Neuchâtel; на немски: Neuenburgersee) е 3-тото по големина езеро в Швейцария (кантони Нюшател, Фрибур, Во и Берн). Площ 215,2 km² (най-голямото, изцяло разположено на швейцарска територия), обем 14,17 km³, средна дълбочина 64,2 m, максимална 153 m.

## Географско характеристика
Ньошателското езеро е разположено в западната част на Швейцария, в югоизточното подножие на планината Юра. Заема обширна удължена от североизток на югозапад тектонска котловина, допълнително обработена от плейстоценския планински ледник. Дължина от североизток на югозапад 38,3 km и максимална ширина от югоизток на северозапад 8,2 km. Има слабо разчленена брегова линия с дължина 120 km. Северозападните му брегове са високи и стръмни, а южните и югоизточните – полегати. В него се вливат около 30 малки реки и потоци, по-големи от които са: Бруа (изтича от езерото Муртензее), Мантю, Бюрон, Тиел, Арнон, Арьоз, Сейон. От крайната му североизточна част е прокопан каналът Цил, чрез който се оттича в лежащото на 0,3 m под него и на 7 km североизточно от него Билско езеро.
Водосборният басейн на Ньовшателското езеро обхваща площ от 2670 km³ и е разположен основно на югоизток и юг от него. Намира се на 429,3 m н.в., като колебанията на водното му ниво през годината са незначителни и плавни, с малко по-високо ниво през пролетта. По този начин годишният му отток е почти постоянен и с малки отклонения. Температурата на водата през лятото достига до 15 – 17 °С.

## Стопанско значение, селища
Езерото е важна туристическа дестинация особено през лятото за водни спортове, риболов, отдих и лагеруване. По бреговете му са изградени множество почивни, спортни и туристически бази. Има местно корабоплаване. По бреговете му са разположени множество населени места, като най-големи са градовете Ньошател (на северозападния бряг) и Ивердон ле Бен (на югозападния).